# Quetzalcoatlus
Quetzalcoatlus, llamado así por la deidad azteca Quetzalcóatl, la serpiente emplumada, es un género extinto de pterosaurio azdárquido del Cretácico superior, entre 68 a 66 en millones de años, durante el Maastrichtiense en lo que hoy es Norteamérica,  y uno de los mayores animales voladores conocidos de todos los tiempos. Era un miembro de los azdárquidos, una familia de avanzados pterosaurios sin dientes con cuellos rígidos e inusualmente largos.

## Descripción
Material craneal (de una especie menor aún innombrada) muestra que Quetzalcoatlus tenía un pico muy agudo y afilado, contrariamente a las primeras reconstrucciones que mostraban un hocico romo, basadas en la inadvertida inclusión de material de la mandíbula de otra especie de pterosaurio, posiblemente de un tapejárido o de una forma relacionada con Tupuxuara. Una cresta craneal estaba presente pero su forma y tamaño exactos son aún desconocidos.

### Tamaño

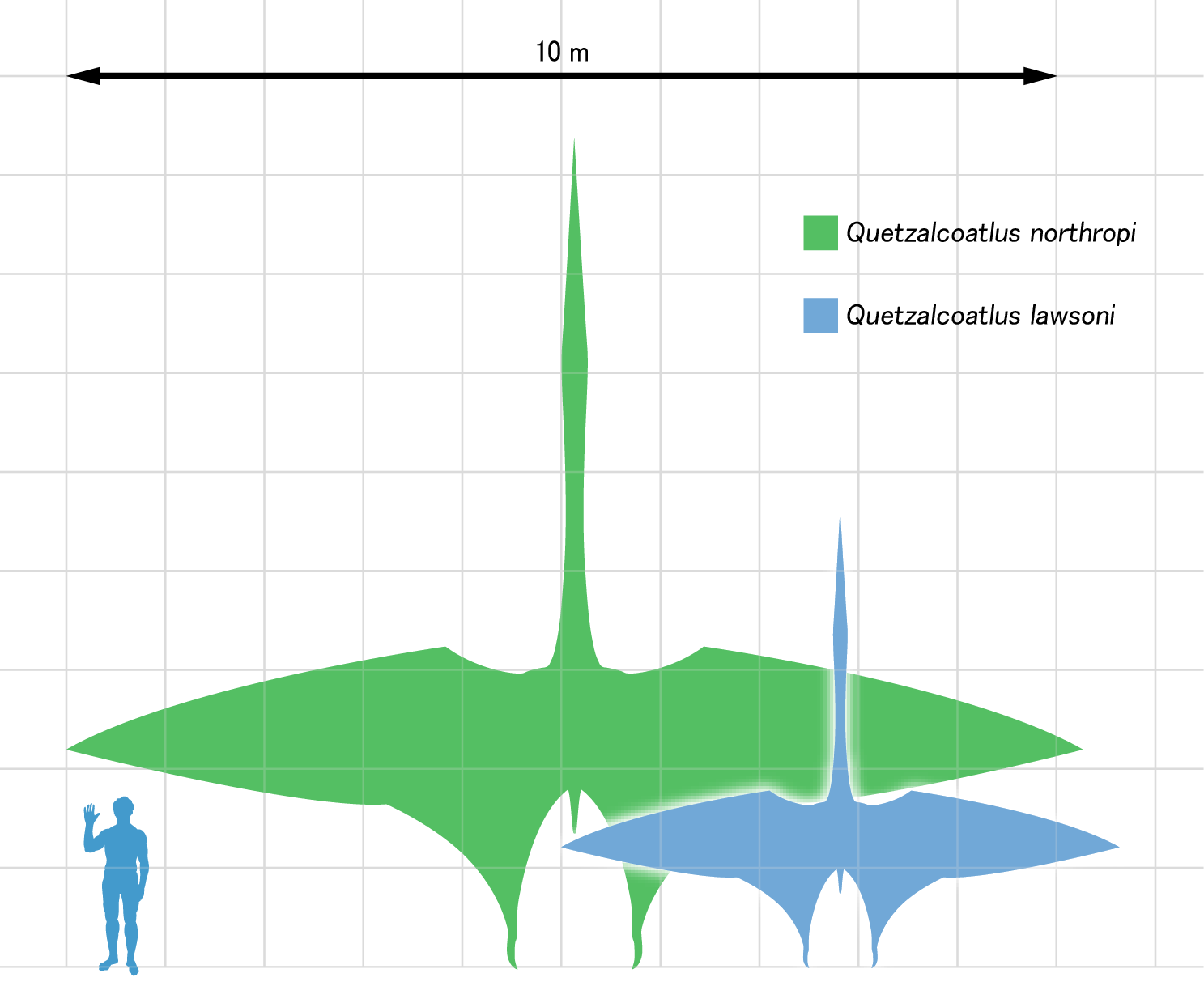
Comparación de tamaños entre Q. northropi (verde), Q. lawsoni (azul), y un humano.

Cuando fue descubierto, los científicos estimaron que los mayores fósiles de Quetzalcoatlus venían de un individuo con una envergadura tan grande como unos 15,9 metros, escogiendo la media de tres extrapolaciones de las proporciones de otros pterosaurios que dieron estimaciones de 11, 15,5 y 21 metros, respectivamente. En 1981, estudios posteriores bajaron esas medidas a 11-12 metros. Estimaciones más recientes basadas en un mayor conocimiento de las proporciones de los azdárquidos colocan su envergadura en 10-11 metros.
Los estimados de masa para los azdárquidos gigantes son extremadamente problemáticos debido a que no existen especies que compartan un tamaño similar o una forma corporal semejante, y en consecuencia los resultados publicados varían ampliamente. Mientras que algunos estudios han arrojado cifras extremadamente bajas para el peso de Quetzalcoatlus, tanto como apenas 70 kilogramos para un individuo de 10 metros, la mayoría de estimaciones publicadas en la década de 2000 han sido mayores, y tienden hacia los 200 - 250 kilogramos.

## Descubrimiento y especies

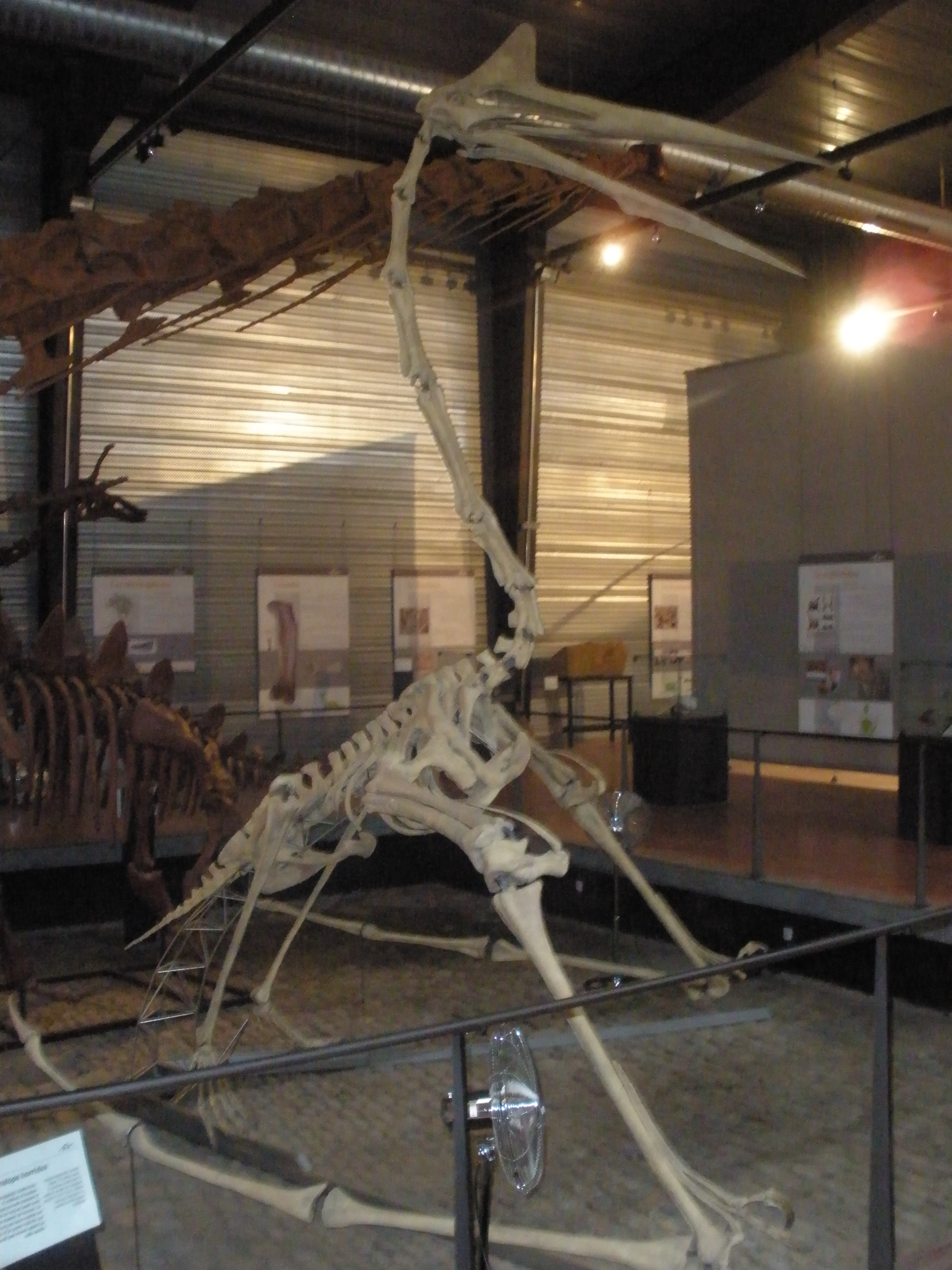
Esqueleto restaurado en una postura cuadrúpeda.

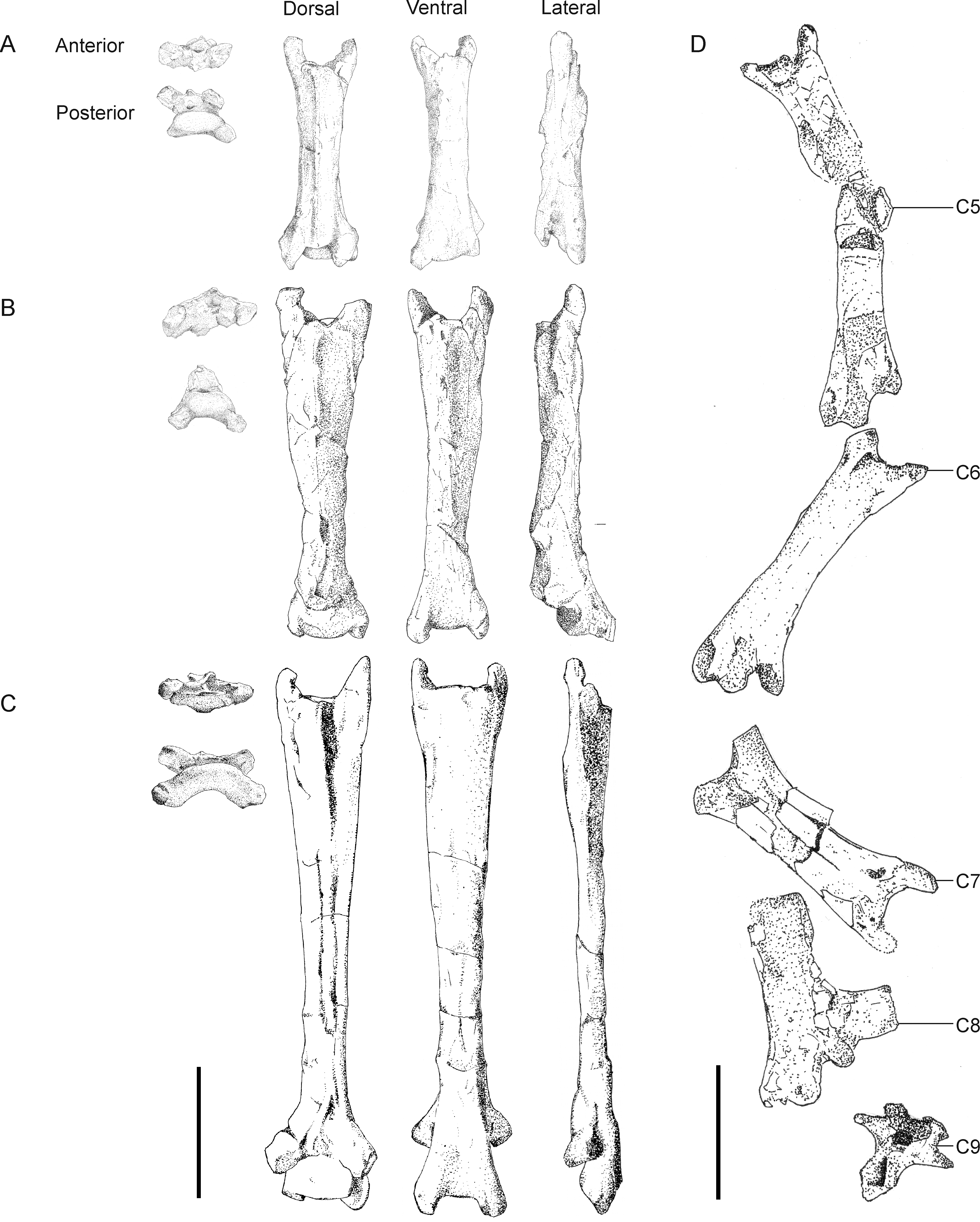
Comparación de las vértebras cervicales de Quetzalcoatlus a la izquierda con el holotipo de Phosphatodraco a la derecha.

Los primeros fósiles de Quetzalcoatlus fueron descubiertos en Texas, en la formación Javelina en el Parque nacional Big Bend (datado de hace cerca de 68 millones de años en el Maastrichtiense) en 1971 por un estudiante graduado de geología de la Escuela Jackson de Geociencias de la Universidad de Texas en Austin, Douglas A. Lawson. El espécimen consistía en un ala parcial (en los pterosaurios están compuestas del brazo y el cuarto dedo alargado), de un individuo que más tarde se estimó que tenía unos 10 metros de envergadura. Lawson descubrió un segundo sitio de la misma edad, cerca de cuarenta kilómetros del primero, donde entre 1972 y 1974 él y el profesor Wann Langston Jr. del Museo Memorial de Texas desenterraron tres esqueletos fragmentarios de individuos mucho menores. Lawson en 1975 anunció el hallazgo en un artículo en la revista Science. Ese mismo año, en una carta posterior en la misma publicación, él hizo al ejemplar grande original, TMM 41450-3, el holotipo de un nuevo género y especie, Quetzalcoatlus northropi. El género se refiere a la deidad mexica Quetzalcóatl, representada como una serpiente con plumas. El nombre de la especie honra a John Knudsen Northrop, el fundador de la Corporación Northrop, quien estaba interesado en diseños aeronáuticos sin cola de ala volante similares a Quetzalcoatlus. Al principio se asumió que los ejemplares menores era juveniles o formas subadultas del tipo mayor. Más tarde, cuando más restos fueron hallados, se consideró que podrían ser de una especie separada. Esta posible segunda especie de Texas fue provisionalmente nombrada como Quetzalcoatlus sp. por Alexander Kellner y Langston en 1996, indicando que su estatus era muy incierto como para darle un nombre completo de especie. Los especímenes son más completos que los del holotipo de Q. northropi, e incluyen cuatro cráneos parciales, aunque son mucho menos masivos, con una envergadura estimada de 5.5 metros.
El espécimen holotipo de Q. northropi aún tiene que ser descrito. Mark Witton y colegas en 2010 han considerado que los restos son indistinguibles de su contemporáneo rumano Hatzegopteryx. Si Q. northropi está lo suficientemente completo como para ser distinguido de otros pterosaurios (o de otra manera sería un nomen dubium), Hatzegopteryx puede representar el mismo animal. Es probable que los grandes pterosaurios como Q. northropi pueden haber tenido amplios rangos geográficos transcontinentales, haciendo su presencia tanto en Norteamérica como Europa poco sorprendente. Mark Witton et al. señalaron que el material craneal de Hatzegopteryx y de Q. sp. difieren demasiado como para ser considerados del mismo animal, lo que haría probable que si Q. sp., no es idéntico a Quetzalcoatlus northropi, representa entonces un género distinto.

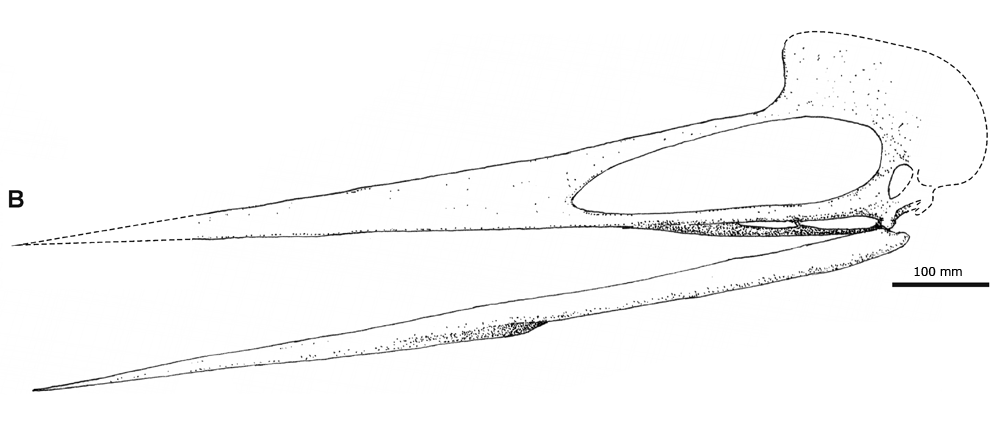
Reconstrucción craneal de Q. lawsoni.

Una vértebra cervical de un azdárquido, descubierta en 2002 en la formación Hell Creek del Maastrichtiano, puede pertenecer también a Quetzalcoatlus. El espécimen (BMR P2002.2) fue recuperado accidentalmente cuando éste fue incluido en un bloque recubierto de yeso preparado para transportar parte de un ejemplar de un tiranosáurido. A pesar de esta asociación con los restos de un gran dinosaurio carnívoro, la vértebra no muestra evidencia de haber sido masticada por el dinosaurio. El hueso viene de un individuo de pterosaurio azdárquido con una envergadura estimada entre 5 a 5.5 metros.

## Paleobiología
Quetzalcoatlus fue abundante en Texas durante el Lanciano en una fauna dominada por Alamosaurus. La asociación Alamosaurus-Quetzalcoatlus probablemente representa planicies semiáridas interiores. Quetzalcoatlus tenía precursores en Norteamérica y su aparente surgimiento y expansión pueden representar la extensión de su hábitat preferido más que un evento de inmigración, como algunos expertos han sugerido.

### Alimentación

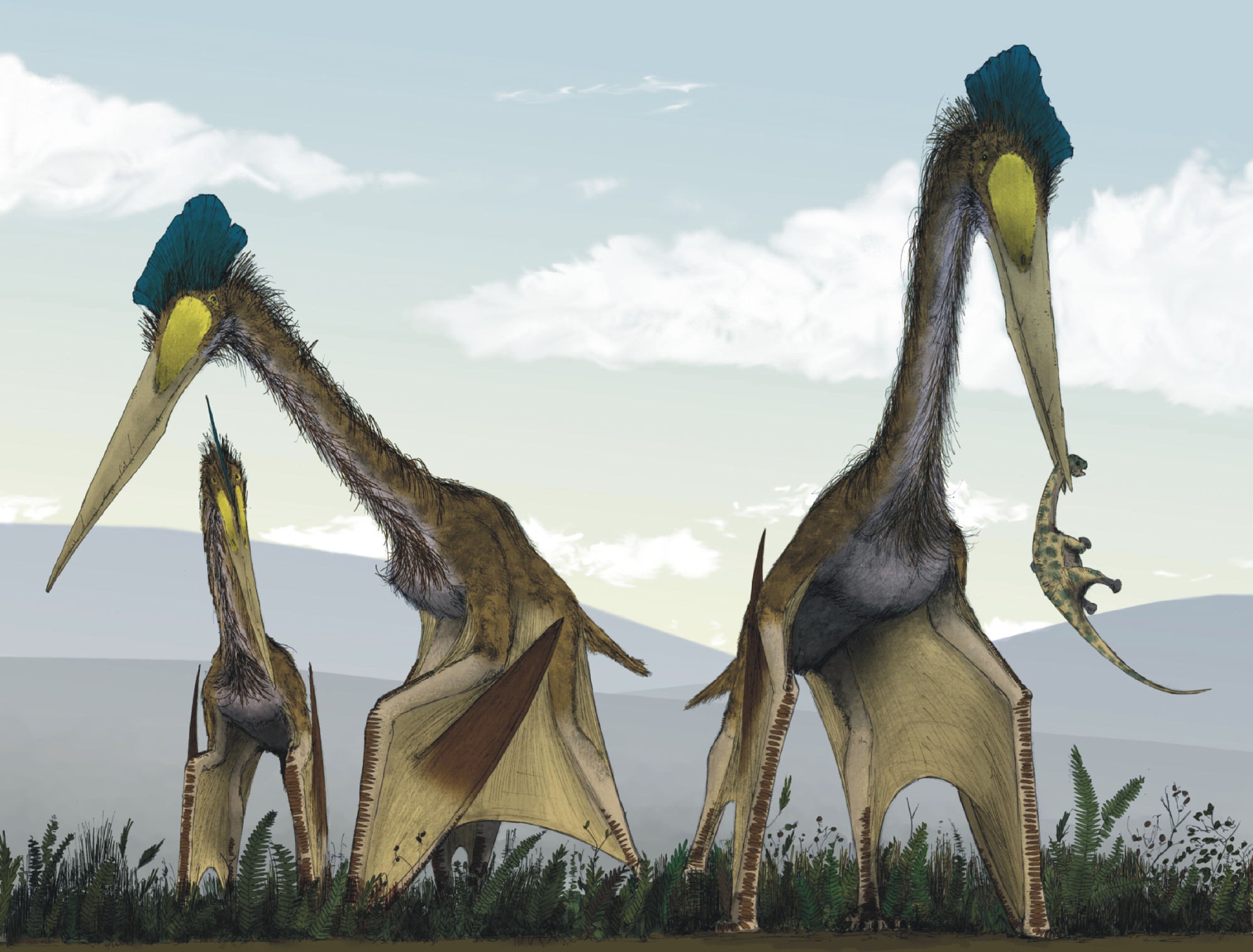
Representación artística de un grupo alimentándose en el suelo.

Ha habido varias ideas distintas propuestas acerca del estilo de vida de Quetzalcoatlus. Debido a que el área del sitio fósil estaba a cuatrocientos kilómetros de la costa más cercana de la época y no había indicaciones de grandes ríos o lagos profundos cerca del final del Cretácico, Lawson en 1975 rechazó un estilo de vida piscívoro, sugiriendo en cambio que Quetzalcoatlus era un carroñero como el moderno marabú, alimentándose de los cadáveres de saurópodos titanosaurianos como Alamosaurus. Lawson halló restos del pterosaurio gigante mientras buscaba huesos de este dinosaurio, el cual formaba una parte importante de su ecosistema.
En 1996, Thomas Lehman y Langston descartaron la hipótesis del carroñero, señalando que la mandíbula inferior se inclinaba tan fuertemente hacia abajo que, aun cuando se cerrara completamente quedaba un espacio de más de cinco centímetros entre ésta y la mandíbula superior, muy distinto de los picos ganchudos de las aves carroñeras especializadas. Ellos sugirieron que con sus largas vértebras del cuello y largas mandíbulas desdentadas Quetzalcoatlus se alimentaba como los actuales rayadores, atrapando peces en vuelo mientras surcaba las olas con su pico. Aunque este estilo de pesca se volvió ampliamente aceptado, no fue sujeto a la investigación científica rigurosa hasta 2007, cuando un estudio mostró que para los grandes pterosaurios no había un método viable de pesca al ras del agua debido a que los costos energéticos serían muy altos por el arrastre excesivo. En 2008 los investigadores de pterosaurios Mark Paul Witton y Darren Naish publicaron un examen de posibles hábitos de alimentación y ecología de los azdárquidos. Witton y Naish notaron que muchos restos de azdárquidos son hallados en depósitos continentales alejados de los mares u otros grandes cuerpos de agua requeridos para pescar. Adicionalmente, la anatomía del pico, mandíbula y cuello son distintos de cualquier animal que pesque en pleno vuelo. Por lo tanto, ellos concluyeron que los azdárquidos eran probablemente depredadores terrestres, similares a las modernas cigüeñas, y probablemente cazaban pequeños vertebrados sobre tierra o en pequeños arroyos. Aunque Quetzalcoatlus, como otros pterosaurios, era un cuadrúpedo cuando estaba en tierra, Quetzalcoatlus y otros azdárquidos tenían extremidades con proporciones más similares a las de los modernos mamíferos ungulados corredores que sus parientes menores, implicando que estaban adaptados de manera única a una vida más terrestre.

### Vuelo

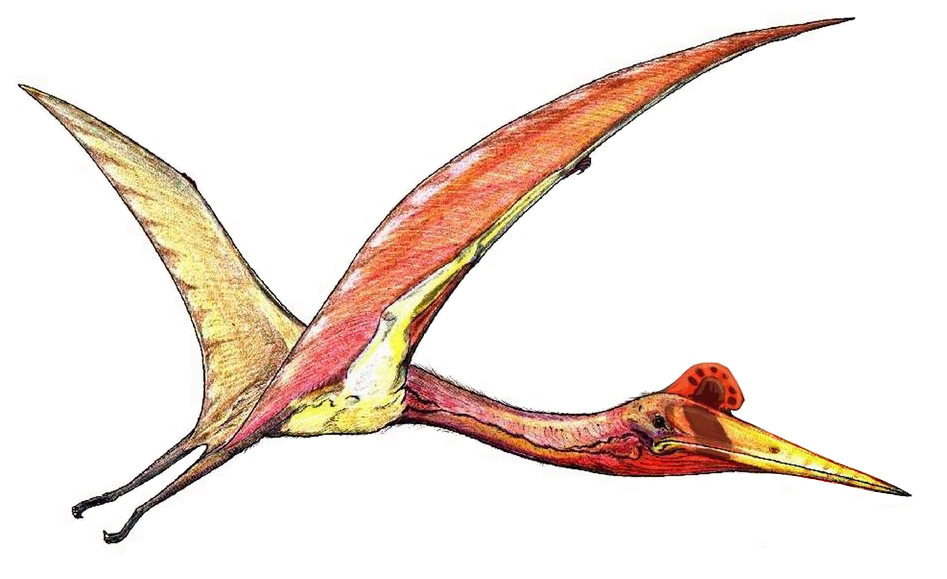
Recreación artística de un individuo en vuelo.

La naturaleza del vuelo en Quetzalcoatlus y otros azdárquidos gigantes es pobremente entendida. Su método de vuelo depende mayormente de su peso, el cual ha sido objeto de discusión, con masas muy diferentes indicadas por distintos científicos. Algunos investigadores han sugerido que estos animales empleaban un vuelo lento planeando, mientras otros han concluido que su vuelo era rápido y dinámico. En 2010, Donald Henderson afirmó que la masa de Q. northropi había sido subestimada, incluso en las mayores estimaciones, y que era demasiado grande como para haber logrado el vuelo propulsado. Henderson señaló que pudo haber sido un pterosaurio no volador.
Paul MacCready llevó a cabo un experimento aerodinámico para examinar el vuelo de Quetzalcoatlus en 1986. Construyó un modelo de máquina voladora u ornitóptero con una computadora sencilla sirviendo de autopiloto. El modelo voló exitosamente con una combinación de planeos y aleteos de las alas; sin embargo, el modelo era la mitad del tamaño del animal real y se basaba en la antigua estimación de peso de cerca de 80 kilogramos, mucho menor que las más modernas estimaciones de cerca de 200 kg.

## Clasificación

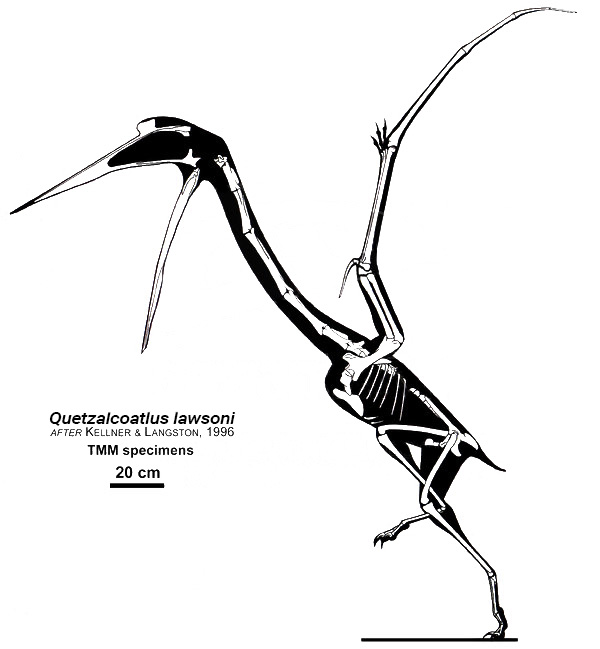
Reconstrucción del esqueleto de Q. lawsoni

A continuación se presenta un cladograma mostrando la posición filogenética de Quetzalcoatlus dentro de Neoazhdarchia de acuerdo con Andres y Myers (2013).
|  | Thalassodromeus sethi                                                            |
|  |                                                                                  |
|  | \| \| Tupuxuara leonardii \| \| \| \| \| \| Tupuxuara longicristatus \| \| \| \| |
|  |                                                                                  |
|  | Tupuxuara leonardii                                                              |
|  |                                                                                  |
|  | Tupuxuara longicristatus                                                         |
|  |                                                                                  |

|  | Tupuxuara leonardii      |
|  |                          |
|  | Tupuxuara longicristatus |
|  |                          |

|  | Domeykodactylus ceciliae |
|  |                          |
|  | Dsungaripterus weii      |
|  |                          |

|  | Noripterus complicidens |
|  |                         |
|  | Noripterus parvus       |
|  |                         |

|  | Domeykodactylus ceciliae |
|  |                          |
|  | Dsungaripterus weii      |
|  |                          |

|  | Noripterus complicidens |
|  |                         |
|  | Noripterus parvus       |
|  |                         |

|  | Thalassodromeus sethi                                                            |
|  |                                                                                  |
|  | \| \| Tupuxuara leonardii \| \| \| \| \| \| Tupuxuara longicristatus \| \| \| \| |
|  |                                                                                  |
|  | Tupuxuara leonardii                                                              |
|  |                                                                                  |
|  | Tupuxuara longicristatus                                                         |
|  |                                                                                  |

|  | Tupuxuara leonardii      |
|  |                          |
|  | Tupuxuara longicristatus |
|  |                          |

|  | Domeykodactylus ceciliae |
|  |                          |
|  | Dsungaripterus weii      |
|  |                          |

|  | Noripterus complicidens |
|  |                         |
|  | Noripterus parvus       |
|  |                         |

|  | Domeykodactylus ceciliae |
|  |                          |
|  | Dsungaripterus weii      |
|  |                          |

|  | Noripterus complicidens |
|  |                         |
|  | Noripterus parvus       |
|  |                         |

|  | Shenzhoupterus chaoyangensis                                                  |
|  |                                                                               |
|  | \| \| Chaoyangopterus zhangi \| \| \| \| \| \| Jidapterus edentus \| \| \| \| |
|  |                                                                               |
|  | Chaoyangopterus zhangi                                                        |
|  |                                                                               |
|  | Jidapterus edentus                                                            |
|  |                                                                               |

|  | Chaoyangopterus zhangi |
|  |                        |
|  | Jidapterus edentus     |
|  |                        |

|  | Shenzhoupterus chaoyangensis                                                  |
|  |                                                                               |
|  | \| \| Chaoyangopterus zhangi \| \| \| \| \| \| Jidapterus edentus \| \| \| \| |
|  |                                                                               |
|  | Chaoyangopterus zhangi                                                        |
|  |                                                                               |
|  | Jidapterus edentus                                                            |
|  |                                                                               |

|  | Chaoyangopterus zhangi |
|  |                        |
|  | Jidapterus edentus     |
|  |                        |

|  | Zhejiangopterus linhaiensis |
|  | |
|  | \| \| Arambourgiania philadelphiae \| \| \| \| \| \| Quetzalcoatlus northropi \| \| \| \| \| \| Quetzalcoatlus sp. \| \| \| \| |
|  | |
|  | Arambourgiania philadelphiae                                                                                                   |
|  | |
|  | Quetzalcoatlus northropi |
|  | |
|  | Quetzalcoatlus sp. |
|  | |

|  | Arambourgiania philadelphiae |
|  |                              |
|  | Quetzalcoatlus northropi     |
|  |                              |
|  | Quetzalcoatlus sp.           |
|  |                              |

|  | Zhejiangopterus linhaiensis |
|  | |
|  | \| \| Arambourgiania philadelphiae \| \| \| \| \| \| Quetzalcoatlus northropi \| \| \| \| \| \| Quetzalcoatlus sp. \| \| \| \| |
|  | |
|  | Arambourgiania philadelphiae                                                                                                   |
|  | |
|  | Quetzalcoatlus northropi |
|  | |
|  | Quetzalcoatlus sp. |
|  | |

|  | Arambourgiania philadelphiae |
|  |                              |
|  | Quetzalcoatlus northropi     |
|  |                              |
|  | Quetzalcoatlus sp.           |
|  |                              |

|  | Zhejiangopterus linhaiensis |
|  | |
|  | \| \| Arambourgiania philadelphiae \| \| \| \| \| \| Quetzalcoatlus northropi \| \| \| \| \| \| Quetzalcoatlus sp. \| \| \| \| |
|  | |
|  | Arambourgiania philadelphiae                                                                                                   |
|  | |
|  | Quetzalcoatlus northropi |
|  | |
|  | Quetzalcoatlus sp. |
|  | |

|  | Arambourgiania philadelphiae |
|  |                              |
|  | Quetzalcoatlus northropi     |
|  |                              |
|  | Quetzalcoatlus sp.           |
|  |                              |

|  | Zhejiangopterus linhaiensis |
|  | |
|  | \| \| Arambourgiania philadelphiae \| \| \| \| \| \| Quetzalcoatlus northropi \| \| \| \| \| \| Quetzalcoatlus sp. \| \| \| \| |
|  | |
|  | Arambourgiania philadelphiae                                                                                                   |
|  | |
|  | Quetzalcoatlus northropi |
|  | |
|  | Quetzalcoatlus sp. |
|  | |

|  | Arambourgiania philadelphiae |
|  |                              |
|  | Quetzalcoatlus northropi     |
|  |                              |
|  | Quetzalcoatlus sp.           |
|  |                              |

|  | Zhejiangopterus linhaiensis |
|  | |
|  | \| \| Arambourgiania philadelphiae \| \| \| \| \| \| Quetzalcoatlus northropi \| \| \| \| \| \| Quetzalcoatlus sp. \| \| \| \| |
|  | |
|  | Arambourgiania philadelphiae                                                                                                   |
|  | |
|  | Quetzalcoatlus northropi |
|  | |
|  | Quetzalcoatlus sp. |
|  | |

|  | Arambourgiania philadelphiae |
|  |                              |
|  | Quetzalcoatlus northropi     |
|  |                              |
|  | Quetzalcoatlus sp.           |
|  |                              |

|  | Zhejiangopterus linhaiensis |
|  | |
|  | \| \| Arambourgiania philadelphiae \| \| \| \| \| \| Quetzalcoatlus northropi \| \| \| \| \| \| Quetzalcoatlus sp. \| \| \| \| |
|  | |
|  | Arambourgiania philadelphiae                                                                                                   |
|  | |
|  | Quetzalcoatlus northropi |
|  | |
|  | Quetzalcoatlus sp. |
|  | |

|  | Arambourgiania philadelphiae |
|  |                              |
|  | Quetzalcoatlus northropi     |
|  |                              |
|  | Quetzalcoatlus sp.           |
|  |                              |

|  | Zhejiangopterus linhaiensis |
|  | |
|  | \| \| Arambourgiania philadelphiae \| \| \| \| \| \| Quetzalcoatlus northropi \| \| \| \| \| \| Quetzalcoatlus sp. \| \| \| \| |
|  | |
|  | Arambourgiania philadelphiae                                                                                                   |
|  | |
|  | Quetzalcoatlus northropi |
|  | |
|  | Quetzalcoatlus sp. |
|  | |

|  | Arambourgiania philadelphiae |
|  |                              |
|  | Quetzalcoatlus northropi     |
|  |                              |
|  | Quetzalcoatlus sp.           |
|  |                              |

|  | Zhejiangopterus linhaiensis |
|  | |
|  | \| \| Arambourgiania philadelphiae \| \| \| \| \| \| Quetzalcoatlus northropi \| \| \| \| \| \| Quetzalcoatlus sp. \| \| \| \| |
|  | |
|  | Arambourgiania philadelphiae                                                                                                   |
|  | |
|  | Quetzalcoatlus northropi |
|  | |
|  | Quetzalcoatlus sp. |
|  | |

|  | Arambourgiania philadelphiae |
|  |                              |
|  | Quetzalcoatlus northropi     |
|  |                              |
|  | Quetzalcoatlus sp.           |
|  |                              |

|  | Shenzhoupterus chaoyangensis                                                  |
|  |                                                                               |
|  | \| \| Chaoyangopterus zhangi \| \| \| \| \| \| Jidapterus edentus \| \| \| \| |
|  |                                                                               |
|  | Chaoyangopterus zhangi                                                        |
|  |                                                                               |
|  | Jidapterus edentus                                                            |
|  |                                                                               |

|  | Chaoyangopterus zhangi |
|  |                        |
|  | Jidapterus edentus     |
|  |                        |

|  | Shenzhoupterus chaoyangensis                                                  |
|  |                                                                               |
|  | \| \| Chaoyangopterus zhangi \| \| \| \| \| \| Jidapterus edentus \| \| \| \| |
|  |                                                                               |
|  | Chaoyangopterus zhangi                                                        |
|  |                                                                               |
|  | Jidapterus edentus                                                            |
|  |                                                                               |

|  | Chaoyangopterus zhangi |
|  |                        |
|  | Jidapterus edentus     |
|  |                        |

|  | Zhejiangopterus linhaiensis |
|  | |
|  | \| \| Arambourgiania philadelphiae \| \| \| \| \| \| Quetzalcoatlus northropi \| \| \| \| \| \| Quetzalcoatlus sp. \| \| \| \| |
|  | |
|  | Arambourgiania philadelphiae                                                                                                   |
|  | |
|  | Quetzalcoatlus northropi |
|  | |
|  | Quetzalcoatlus sp. |
|  | |

|  | Arambourgiania philadelphiae |
|  |                              |
|  | Quetzalcoatlus northropi     |
|  |                              |
|  | Quetzalcoatlus sp.           |
|  |                              |

|  | Zhejiangopterus linhaiensis |
|  | |
|  | \| \| Arambourgiania philadelphiae \| \| \| \| \| \| Quetzalcoatlus northropi \| \| \| \| \| \| Quetzalcoatlus sp. \| \| \| \| |
|  | |
|  | Arambourgiania philadelphiae                                                                                                   |
|  | |
|  | Quetzalcoatlus northropi |
|  | |
|  | Quetzalcoatlus sp. |
|  | |

|  | Arambourgiania philadelphiae |
|  |                              |
|  | Quetzalcoatlus northropi     |
|  |                              |
|  | Quetzalcoatlus sp.           |
|  |                              |

|  | Zhejiangopterus linhaiensis |
|  | |
|  | \| \| Arambourgiania philadelphiae \| \| \| \| \| \| Quetzalcoatlus northropi \| \| \| \| \| \| Quetzalcoatlus sp. \| \| \| \| |
|  | |
|  | Arambourgiania philadelphiae                                                                                                   |
|  | |
|  | Quetzalcoatlus northropi |
|  | |
|  | Quetzalcoatlus sp. |
|  | |

|  | Arambourgiania philadelphiae |
|  |                              |
|  | Quetzalcoatlus northropi     |
|  |                              |
|  | Quetzalcoatlus sp.           |
|  |                              |

|  | Zhejiangopterus linhaiensis |
|  | |
|  | \| \| Arambourgiania philadelphiae \| \| \| \| \| \| Quetzalcoatlus northropi \| \| \| \| \| \| Quetzalcoatlus sp. \| \| \| \| |
|  | |
|  | Arambourgiania philadelphiae                                                                                                   |
|  | |
|  | Quetzalcoatlus northropi |
|  | |
|  | Quetzalcoatlus sp. |
|  | |

|  | Arambourgiania philadelphiae |
|  |                              |
|  | Quetzalcoatlus northropi     |
|  |                              |
|  | Quetzalcoatlus sp.           |
|  |                              |

|  | Zhejiangopterus linhaiensis |
|  | |
|  | \| \| Arambourgiania philadelphiae \| \| \| \| \| \| Quetzalcoatlus northropi \| \| \| \| \| \| Quetzalcoatlus sp. \| \| \| \| |
|  | |
|  | Arambourgiania philadelphiae                                                                                                   |
|  | |
|  | Quetzalcoatlus northropi |
|  | |
|  | Quetzalcoatlus sp. |
|  | |

|  | Arambourgiania philadelphiae |
|  |                              |
|  | Quetzalcoatlus northropi     |
|  |                              |
|  | Quetzalcoatlus sp.           |
|  |                              |

|  | Zhejiangopterus linhaiensis |
|  | |
|  | \| \| Arambourgiania philadelphiae \| \| \| \| \| \| Quetzalcoatlus northropi \| \| \| \| \| \| Quetzalcoatlus sp. \| \| \| \| |
|  | |
|  | Arambourgiania philadelphiae                                                                                                   |
|  | |
|  | Quetzalcoatlus northropi |
|  | |
|  | Quetzalcoatlus sp. |
|  | |

|  | Arambourgiania philadelphiae |
|  |                              |
|  | Quetzalcoatlus northropi     |
|  |                              |
|  | Quetzalcoatlus sp.           |
|  |                              |

|  | Zhejiangopterus linhaiensis |
|  | |
|  | \| \| Arambourgiania philadelphiae \| \| \| \| \| \| Quetzalcoatlus northropi \| \| \| \| \| \| Quetzalcoatlus sp. \| \| \| \| |
|  | |
|  | Arambourgiania philadelphiae                                                                                                   |
|  | |
|  | Quetzalcoatlus northropi |
|  | |
|  | Quetzalcoatlus sp. |
|  | |

|  | Arambourgiania philadelphiae |
|  |                              |
|  | Quetzalcoatlus northropi     |
|  |                              |
|  | Quetzalcoatlus sp.           |
|  |                              |

|  | Zhejiangopterus linhaiensis |
|  | |
|  | \| \| Arambourgiania philadelphiae \| \| \| \| \| \| Quetzalcoatlus northropi \| \| \| \| \| \| Quetzalcoatlus sp. \| \| \| \| |
|  | |
|  | Arambourgiania philadelphiae                                                                                                   |
|  | |
|  | Quetzalcoatlus northropi |
|  | |
|  | Quetzalcoatlus sp. |
|  | |

|  | Arambourgiania philadelphiae |
|  |                              |
|  | Quetzalcoatlus northropi     |
|  |                              |
|  | Quetzalcoatlus sp.           |
|  |                              |

|  | Thalassodromeus sethi                                                            |
|  |                                                                                  |
|  | \| \| Tupuxuara leonardii \| \| \| \| \| \| Tupuxuara longicristatus \| \| \| \| |
|  |                                                                                  |
|  | Tupuxuara leonardii                                                              |
|  |                                                                                  |
|  | Tupuxuara longicristatus                                                         |
|  |                                                                                  |

|  | Tupuxuara leonardii      |
|  |                          |
|  | Tupuxuara longicristatus |
|  |                          |

|  | Domeykodactylus ceciliae |
|  |                          |
|  | Dsungaripterus weii      |
|  |                          |

|  | Noripterus complicidens |
|  |                         |
|  | Noripterus parvus       |
|  |                         |

|  | Domeykodactylus ceciliae |
|  |                          |
|  | Dsungaripterus weii      |
|  |                          |

|  | Noripterus complicidens |
|  |                         |
|  | Noripterus parvus       |
|  |                         |

|  | Thalassodromeus sethi                                                            |
|  |                                                                                  |
|  | \| \| Tupuxuara leonardii \| \| \| \| \| \| Tupuxuara longicristatus \| \| \| \| |
|  |                                                                                  |
|  | Tupuxuara leonardii                                                              |
|  |                                                                                  |
|  | Tupuxuara longicristatus                                                         |
|  |                                                                                  |

|  | Tupuxuara leonardii      |
|  |                          |
|  | Tupuxuara longicristatus |
|  |                          |

|  | Domeykodactylus ceciliae |
|  |                          |
|  | Dsungaripterus weii      |
|  |                          |

|  | Noripterus complicidens |
|  |                         |
|  | Noripterus parvus       |
|  |                         |

|  | Domeykodactylus ceciliae |
|  |                          |
|  | Dsungaripterus weii      |
|  |                          |

|  | Noripterus complicidens |
|  |                         |
|  | Noripterus parvus       |
|  |                         |

|  | Shenzhoupterus chaoyangensis                                                  |
|  |                                                                               |
|  | \| \| Chaoyangopterus zhangi \| \| \| \| \| \| Jidapterus edentus \| \| \| \| |
|  |                                                                               |
|  | Chaoyangopterus zhangi                                                        |
|  |                                                                               |
|  | Jidapterus edentus                                                            |
|  |                                                                               |

|  | Chaoyangopterus zhangi |
|  |                        |
|  | Jidapterus edentus     |
|  |                        |

|  | Shenzhoupterus chaoyangensis                                                  |
|  |                                                                               |
|  | \| \| Chaoyangopterus zhangi \| \| \| \| \| \| Jidapterus edentus \| \| \| \| |
|  |                                                                               |
|  | Chaoyangopterus zhangi                                                        |
|  |                                                                               |
|  | Jidapterus edentus                                                            |
|  |                                                                               |

|  | Chaoyangopterus zhangi |
|  |                        |
|  | Jidapterus edentus     |
|  |                        |

|  | Zhejiangopterus linhaiensis |
|  | |
|  | \| \| Arambourgiania philadelphiae \| \| \| \| \| \| Quetzalcoatlus northropi \| \| \| \| \| \| Quetzalcoatlus sp. \| \| \| \| |
|  | |
|  | Arambourgiania philadelphiae                                                                                                   |
|  | |
|  | Quetzalcoatlus northropi |
|  | |
|  | Quetzalcoatlus sp. |
|  | |

|  | Arambourgiania philadelphiae |
|  |                              |
|  | Quetzalcoatlus northropi     |
|  |                              |
|  | Quetzalcoatlus sp.           |
|  |                              |

|  | Zhejiangopterus linhaiensis |
|  | |
|  | \| \| Arambourgiania philadelphiae \| \| \| \| \| \| Quetzalcoatlus northropi \| \| \| \| \| \| Quetzalcoatlus sp. \| \| \| \| |
|  | |
|  | Arambourgiania philadelphiae                                                                                                   |
|  | |
|  | Quetzalcoatlus northropi |
|  | |
|  | Quetzalcoatlus sp. |
|  | |

|  | Arambourgiania philadelphiae |
|  |                              |
|  | Quetzalcoatlus northropi     |
|  |                              |
|  | Quetzalcoatlus sp.           |
|  |                              |

|  | Zhejiangopterus linhaiensis |
|  | |
|  | \| \| Arambourgiania philadelphiae \| \| \| \| \| \| Quetzalcoatlus northropi \| \| \| \| \| \| Quetzalcoatlus sp. \| \| \| \| |
|  | |
|  | Arambourgiania philadelphiae                                                                                                   |
|  | |
|  | Quetzalcoatlus northropi |
|  | |
|  | Quetzalcoatlus sp. |
|  | |

|  | Arambourgiania philadelphiae |
|  |                              |
|  | Quetzalcoatlus northropi     |
|  |                              |
|  | Quetzalcoatlus sp.           |
|  |                              |

|  | Zhejiangopterus linhaiensis |
|  | |
|  | \| \| Arambourgiania philadelphiae \| \| \| \| \| \| Quetzalcoatlus northropi \| \| \| \| \| \| Quetzalcoatlus sp. \| \| \| \| |
|  | |
|  | Arambourgiania philadelphiae                                                                                                   |
|  | |
|  | Quetzalcoatlus northropi |
|  | |
|  | Quetzalcoatlus sp. |
|  | |

|  | Arambourgiania philadelphiae |
|  |                              |
|  | Quetzalcoatlus northropi     |
|  |                              |
|  | Quetzalcoatlus sp.           |
|  |                              |

|  | Zhejiangopterus linhaiensis |
|  | |
|  | \| \| Arambourgiania philadelphiae \| \| \| \| \| \| Quetzalcoatlus northropi \| \| \| \| \| \| Quetzalcoatlus sp. \| \| \| \| |
|  | |
|  | Arambourgiania philadelphiae                                                                                                   |
|  | |
|  | Quetzalcoatlus northropi |
|  | |
|  | Quetzalcoatlus sp. |
|  | |

|  | Arambourgiania philadelphiae |
|  |                              |
|  | Quetzalcoatlus northropi     |
|  |                              |
|  | Quetzalcoatlus sp.           |
|  |                              |

|  | Zhejiangopterus linhaiensis |
|  | |
|  | \| \| Arambourgiania philadelphiae \| \| \| \| \| \| Quetzalcoatlus northropi \| \| \| \| \| \| Quetzalcoatlus sp. \| \| \| \| |
|  | |
|  | Arambourgiania philadelphiae                                                                                                   |
|  | |
|  | Quetzalcoatlus northropi |
|  | |
|  | Quetzalcoatlus sp. |
|  | |

|  | Arambourgiania philadelphiae |
|  |                              |
|  | Quetzalcoatlus northropi     |
|  |                              |
|  | Quetzalcoatlus sp.           |
|  |                              |

|  | Zhejiangopterus linhaiensis |
|  | |
|  | \| \| Arambourgiania philadelphiae \| \| \| \| \| \| Quetzalcoatlus northropi \| \| \| \| \| \| Quetzalcoatlus sp. \| \| \| \| |
|  | |
|  | Arambourgiania philadelphiae                                                                                                   |
|  | |
|  | Quetzalcoatlus northropi |
|  | |
|  | Quetzalcoatlus sp. |
|  | |

|  | Arambourgiania philadelphiae |
|  |                              |
|  | Quetzalcoatlus northropi     |
|  |                              |
|  | Quetzalcoatlus sp.           |
|  |                              |

|  | Zhejiangopterus linhaiensis |
|  | |
|  | \| \| Arambourgiania philadelphiae \| \| \| \| \| \| Quetzalcoatlus northropi \| \| \| \| \| \| Quetzalcoatlus sp. \| \| \| \| |
|  | |
|  | Arambourgiania philadelphiae                                                                                                   |
|  | |
|  | Quetzalcoatlus northropi |
|  | |
|  | Quetzalcoatlus sp. |
|  | |

|  | Arambourgiania philadelphiae |
|  |                              |
|  | Quetzalcoatlus northropi     |
|  |                              |
|  | Quetzalcoatlus sp.           |
|  |                              |

|  | Shenzhoupterus chaoyangensis                                                  |
|  |                                                                               |
|  | \| \| Chaoyangopterus zhangi \| \| \| \| \| \| Jidapterus edentus \| \| \| \| |
|  |                                                                               |
|  | Chaoyangopterus zhangi                                                        |
|  |                                                                               |
|  | Jidapterus edentus                                                            |
|  |                                                                               |

|  | Chaoyangopterus zhangi |
|  |                        |
|  | Jidapterus edentus     |
|  |                        |

|  | Shenzhoupterus chaoyangensis                                                  |
|  |                                                                               |
|  | \| \| Chaoyangopterus zhangi \| \| \| \| \| \| Jidapterus edentus \| \| \| \| |
|  |                                                                               |
|  | Chaoyangopterus zhangi                                                        |
|  |                                                                               |
|  | Jidapterus edentus                                                            |
|  |                                                                               |

|  | Chaoyangopterus zhangi |
|  |                        |
|  | Jidapterus edentus     |
|  |                        |

|  | Zhejiangopterus linhaiensis |
|  | |
|  | \| \| Arambourgiania philadelphiae \| \| \| \| \| \| Quetzalcoatlus northropi \| \| \| \| \| \| Quetzalcoatlus sp. \| \| \| \| |
|  | |
|  | Arambourgiania philadelphiae                                                                                                   |
|  | |
|  | Quetzalcoatlus northropi |
|  | |
|  | Quetzalcoatlus sp. |
|  | |

|  | Arambourgiania philadelphiae |
|  |                              |
|  | Quetzalcoatlus northropi     |
|  |                              |
|  | Quetzalcoatlus sp.           |
|  |                              |

|  | Zhejiangopterus linhaiensis |
|  | |
|  | \| \| Arambourgiania philadelphiae \| \| \| \| \| \| Quetzalcoatlus northropi \| \| \| \| \| \| Quetzalcoatlus sp. \| \| \| \| |
|  | |
|  | Arambourgiania philadelphiae                                                                                                   |
|  | |
|  | Quetzalcoatlus northropi |
|  | |
|  | Quetzalcoatlus sp. |
|  | |

|  | Arambourgiania philadelphiae |
|  |                              |
|  | Quetzalcoatlus northropi     |
|  |                              |
|  | Quetzalcoatlus sp.           |
|  |                              |

|  | Zhejiangopterus linhaiensis |
|  | |
|  | \| \| Arambourgiania philadelphiae \| \| \| \| \| \| Quetzalcoatlus northropi \| \| \| \| \| \| Quetzalcoatlus sp. \| \| \| \| |
|  | |
|  | Arambourgiania philadelphiae                                                                                                   |
|  | |
|  | Quetzalcoatlus northropi |
|  | |
|  | Quetzalcoatlus sp. |
|  | |

|  | Arambourgiania philadelphiae |
|  |                              |
|  | Quetzalcoatlus northropi     |
|  |                              |
|  | Quetzalcoatlus sp.           |
|  |                              |

|  | Zhejiangopterus linhaiensis |
|  | |
|  | \| \| Arambourgiania philadelphiae \| \| \| \| \| \| Quetzalcoatlus northropi \| \| \| \| \| \| Quetzalcoatlus sp. \| \| \| \| |
|  | |
|  | Arambourgiania philadelphiae                                                                                                   |
|  | |
|  | Quetzalcoatlus northropi |
|  | |
|  | Quetzalcoatlus sp. |
|  | |

|  | Arambourgiania philadelphiae |
|  |                              |
|  | Quetzalcoatlus northropi     |
|  |                              |
|  | Quetzalcoatlus sp.           |
|  |                              |

|  | Zhejiangopterus linhaiensis |
|  | |
|  | \| \| Arambourgiania philadelphiae \| \| \| \| \| \| Quetzalcoatlus northropi \| \| \| \| \| \| Quetzalcoatlus sp. \| \| \| \| |
|  | |
|  | Arambourgiania philadelphiae                                                                                                   |
|  | |
|  | Quetzalcoatlus northropi |
|  | |
|  | Quetzalcoatlus sp. |
|  | |

|  | Arambourgiania philadelphiae |
|  |                              |
|  | Quetzalcoatlus northropi     |
|  |                              |
|  | Quetzalcoatlus sp.           |
|  |                              |

|  | Zhejiangopterus linhaiensis |
|  | |
|  | \| \| Arambourgiania philadelphiae \| \| \| \| \| \| Quetzalcoatlus northropi \| \| \| \| \| \| Quetzalcoatlus sp. \| \| \| \| |
|  | |
|  | Arambourgiania philadelphiae                                                                                                   |
|  | |
|  | Quetzalcoatlus northropi |
|  | |
|  | Quetzalcoatlus sp. |
|  | |

|  | Arambourgiania philadelphiae |
|  |                              |
|  | Quetzalcoatlus northropi     |
|  |                              |
|  | Quetzalcoatlus sp.           |
|  |                              |

|  | Zhejiangopterus linhaiensis |
|  | |
|  | \| \| Arambourgiania philadelphiae \| \| \| \| \| \| Quetzalcoatlus northropi \| \| \| \| \| \| Quetzalcoatlus sp. \| \| \| \| |
|  | |
|  | Arambourgiania philadelphiae                                                                                                   |
|  | |
|  | Quetzalcoatlus northropi |
|  | |
|  | Quetzalcoatlus sp. |
|  | |

|  | Arambourgiania philadelphiae |
|  |                              |
|  | Quetzalcoatlus northropi     |
|  |                              |
|  | Quetzalcoatlus sp.           |
|  |                              |

|  | Zhejiangopterus linhaiensis |
|  | |
|  | \| \| Arambourgiania philadelphiae \| \| \| \| \| \| Quetzalcoatlus northropi \| \| \| \| \| \| Quetzalcoatlus sp. \| \| \| \| |
|  | |
|  | Arambourgiania philadelphiae                                                                                                   |
|  | |
|  | Quetzalcoatlus northropi |
|  | |
|  | Quetzalcoatlus sp. |
|  | |

|  | Arambourgiania philadelphiae |
|  |                              |
|  | Quetzalcoatlus northropi     |
|  |                              |
|  | Quetzalcoatlus sp.           |
|  |                              |

## En la cultura popular

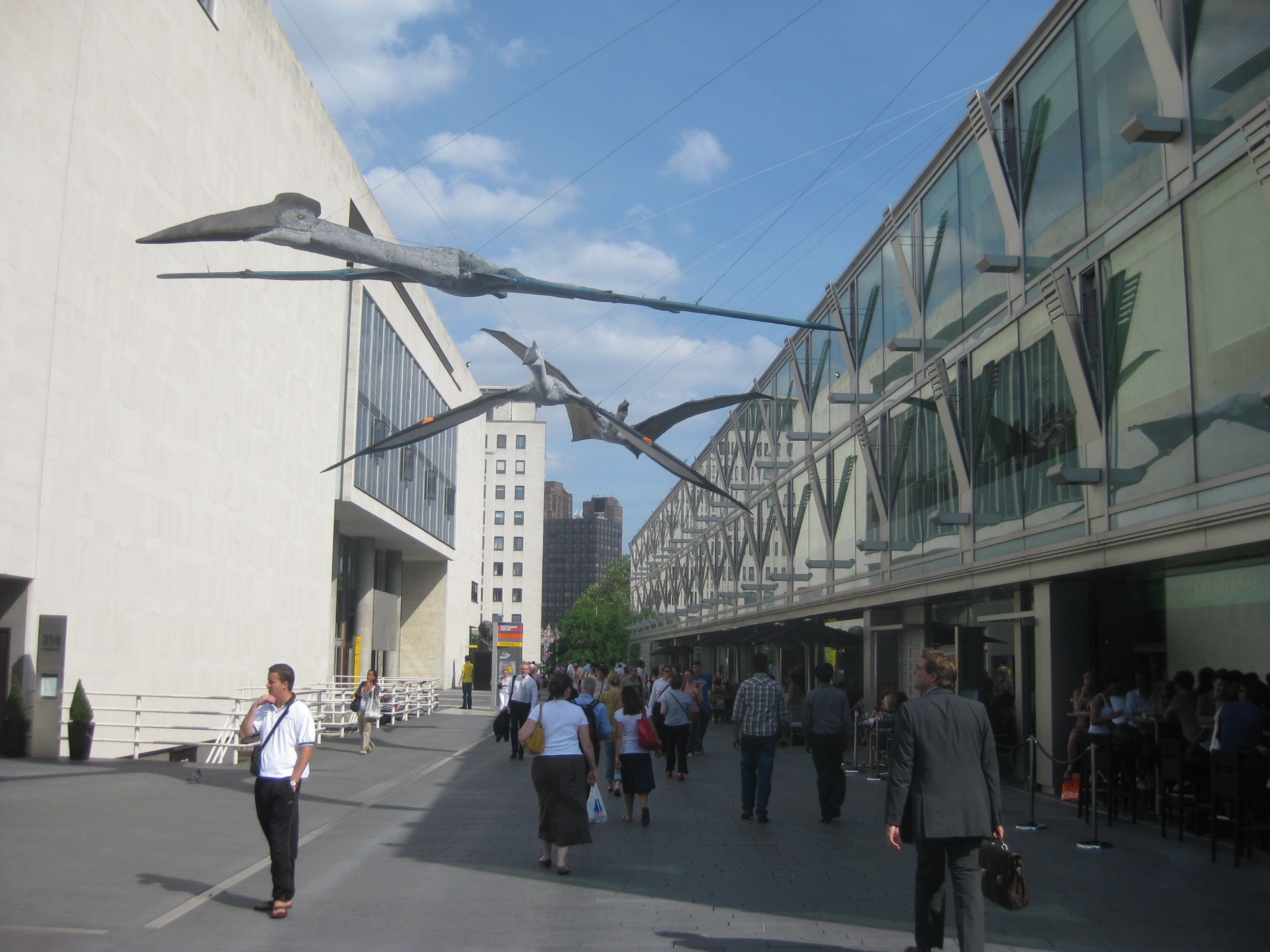
Modelos en South Bank realizados para la exhibición del Aniversario nro. 350 de la Royal Society.

Quetzalcoatlus ha sido representado en documentales, tanto en cines como en televisión, desde la década de 1980. El Smithsoniano proyectó construir un modelo funcional de Q. northropi que fue el tema del documental IMAX de 1986 On the Wing, mostrado en el Museo Nacional del Aire y el Espacio en Washington D. C. También ha aparecido en programas televisivos como Walking with Dinosaurs de la BBC en 1999 y Clash of the Dinosaurs de Dangerous Ltd. en 2009. Este último programa representó características inventadas por los productores para acentuar el entretenimiento, incluyendo mostrar a Quetzalcoatlus con la habilidad de usar visión ultravioleta para localizar las marcas de orina de dinosaurio cuando cazaba en el aire. También apareció en el documental de 2011 March of the Dinosaurs, donde estaba erróneamente representado como un carroñero bípedo sin garras, y en la miniserie de 2009 Animal Armageddon, donde fue correctamente reconstruido con picnofibras (filamentos similares a pelo que cubrían a los pterosaurios).
En junio de 2010, varios modelos de tamaño natural de Q. northropi fueron exhibidos en South Bank en Londres como la pieza central de la exhibición para el aniversario n.º 350 de la Royal Society. Los modelos, los cuales incluyen individuos tanto en tierra como volando con envergaduras de 11 metros, tenían la intención de ayudar a crear interés por la ciencia entre el público. Los modelos fueron creados por científicos de la Universidad de Portsmouth, incluyendo a David Martill, Bob Loveridge y Mark Witton, y los ingenieros Bob y Jack Rushton de Griffon Hoverwork. La exhibición presentó al público los más precisos modelos de pterosaurios construidos por entonces, tomando en cuenta la evidencia anatómica y de huellas basada en fósiles del esqueleto y de huellas de pterosaurios relacionados.

## En diseños tecnológicos modernos
En 1985, la Defense Advanced Research Projects Agency (DARPA, siglas en inglés de Agencia de Investigación de Proyectos Avanzados de Defensa) y AeroVironment usaron a Quetzalcoatlus northropi como la base de un ornitóptero experimental UAV. Produjeron un modelo a mitad de escala que pesaba 40 kg, con una envergadura de 18 metros. Coincidiendo con ello, Douglas A. Lawson, quien descubrió a Q. northropi en Texas en 1971, lo nombró por John "Jack" Northrop, un famoso desarrollador de aeronaves sin cola en los años 1940. La réplica de Q. northropi incorporaba un sistema de control de vuelo o autopiloto el cual procesaba comandos del piloto e informaciones de sensores, implementando varios circuitos de retroalimentación, y enviaba señales de comando para sus diversos servo-accionamientos. Se exhibe en el Museo Nacional del Aire y el Espacio.